# Vila Real de Santo António
Vila Real de Santo António ('vilɐ ʁi'aɫ dɨ 'sɐ̃tu ɐ̃'tɔnju) è un comune portoghese di 17 956 abitanti situato nel distretto di Faro.
È una vivace cittadina dell'Algarve orientale alla foce del Guadiana, fiume che segna il confine tra il Portogallo e la Spagna. Venne fondata nel 1744 e portata a termine rapidamente negli anni successivi per volere del potente Sebastião José de Carvalho e Melo, marchese di Pombal (1699-1782) e ministro del re Giuseppe I, allo scopo di potenziare la presenza portoghese nei confronti della città spagnola andalusa di Ayamonte che sorge sulla riva opposta del Guadiana.
Conformemente al piano del marchese di Pombal, le strade sono disposte secondo un reticolato ortogonale e convergono nella centrale "Praça do Marquês de Pombal" che ha un obelisco a ricordo della fondazione della città e il "Museu de Nanuel Cabanas" con alcuni dipinti, incisioni e materiali etnografici locali. Il marchese di Pombal fondò anche la "Borsa del tonno", che fu importante per l'economia locale fondata sulla pesca.
Nei dintorni spagnoli si trovano sull'altra riva del Guaiana la cittadina di Ayamonte con la notevole chiesa di "Nuestra Señora de las Angustias", poi, sempre sulla costa, a 15 km Isla Cristina moderna stazione balneare della "Costa de la Luz"; in territorio portoghese ci si sposta ad Ovest lungo la strada fiancheggiata da alberghi, negozi di oggetti tipici e souvenir, ristoranti, parallela alla costa con frequenti allacciamenti alle stazioni balneari del litorale basso e sabbioso del Sotavento fino alla cittadina di Tavira.

## Società

### Evoluzione demografica
| 1801 | 1849 | 1900 | 1930  | 1960  | 1981  | 1991  | 2001  | 2004  |
| 2112 | 3953 | 9817 | 12313 | 14999 | 16347 | 14400 | 17956 | 18158 |

## Freguesias
- Monte Gordo
- Vila Nova de Cacela
- Vila Real de Santo António

## Infrastrutture e trasporti

### Strade
La principale via d'accesso a Vila Real de Santo António è l'Autoestrada A22, un'autostrada che attraversa longitudinalmente la regione dell'Algarve da ovest a est. 

### Ferrovie
La stazione di Vila Real de Santo António è il capolinea orientale della Ferrovia dell'Algarve, una linea ferroviaria che collega Lagos alla frontiera spagnola e che attraversa le principali cittadine della regione.